# Шутово (Словаччина)
Шутово (словац. Šútovo) — село, громада округу Мартін, Жилінський край, регіон Турєц. Кадастрова площа громади — 16,63 км².
Населення 511 осіб (станом на 31 грудня 2018 року). Протікає Шутовський потік.

## Історія
Шутово згадується 1403 року.

## Населення
| Рік:            | 1994. | 2004.   | 2014.   | 2024.   |
| --------------- | ----- | ------- | ------- | ------- |
| Кількість осіб: | 509   | 505     | 513     | 509     |
| Різниця:        |       | -0,78 % | +1,58 % | -0,77 % |

| Рік:            | 2023. | 2024.   |
| --------------- | ----- | ------- |
| Кількість осіб: | 506   | 509     |
| Різниця:        |       | +0,59 % |